# Лимановский, Мечислав
Мечислав Лимановский (пол. Limanowski Mieczysław Bolesław Wincenty; 6 января 1876, Львов — 25 января 1948, Торунь) — польский и литовский географ и геолог, исследователь четвертичного периода, профессор, литературный критик, театровед и театральный деятель в России и Польше.

## Биография
Родился 6 января 1876 года во Львове Королевство Галиции и Лодомерии (в Австрийской империи), в семье Болеслава Лимановского, известного социалистическими взглядами.

### Образование
Учился в начальных школах в Швейцарии и Франции, где жили его родители.
В 1889—1996 годах учился в средних школах во Львове и Кракове.
В 1897 году с отличием окончил Львовское высшее реальное училище (по другим сведениям гимназию).
В 1897—1899 годах изучал инженерное дело во Львовском политехническом институте. Под руководством профессора Ю. Медвецкого увлёкся геологией.
В 1907 году продолжил образование в городе Лозанна у профессора М. Люжона, где получил докторскую степень по геологии.
В 1908 году вернулся во Львов работал в Музее Дедушицких, Татровском музее в Закопане.

### Театральная деятельность

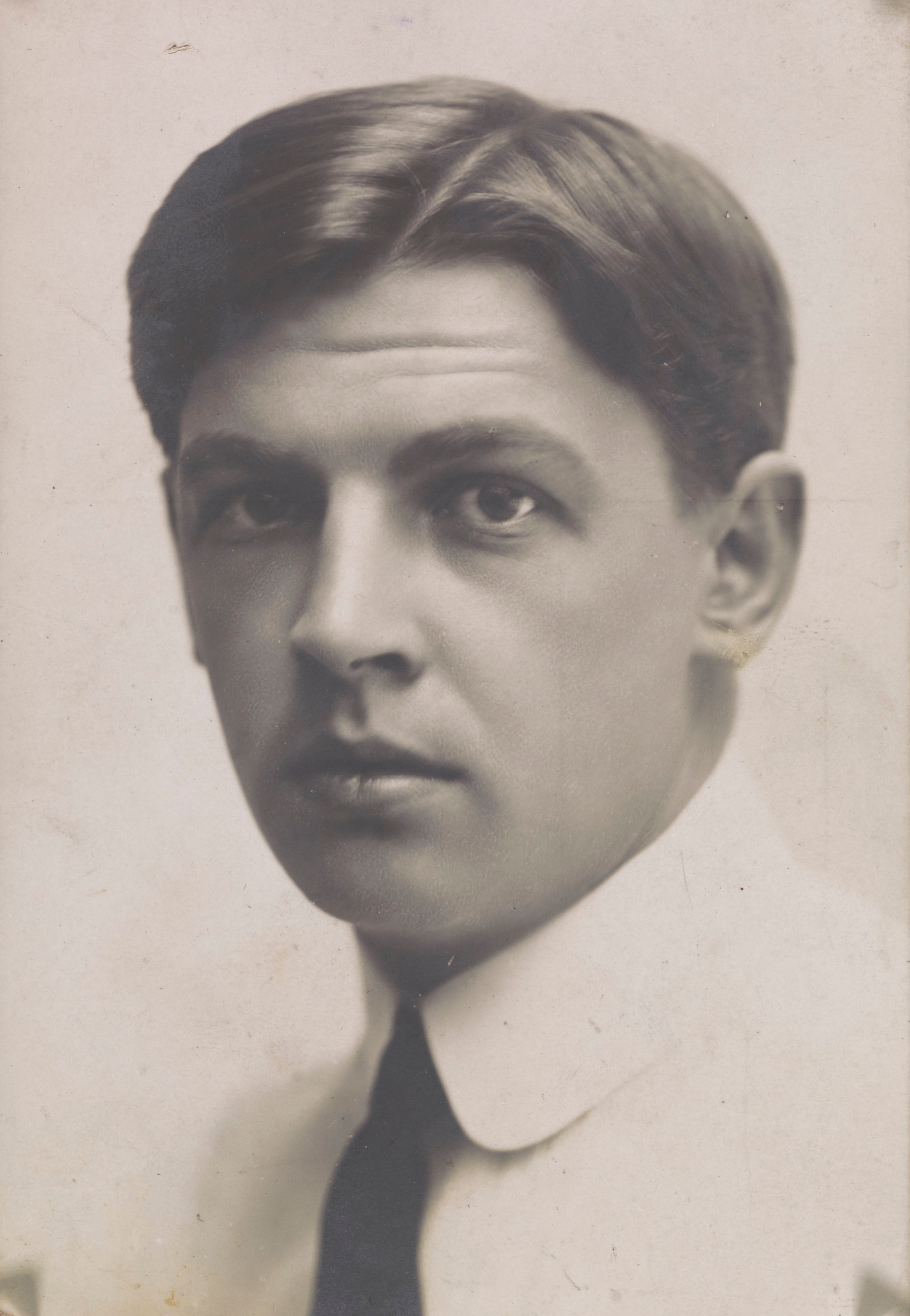
Остерва, Юлиуш

Со школы увлекался театром, организовывал любительские спектакли и печатал театральные рецензии.
В 1914 году участвовал в инновационном проекте по постановке «Кракуса» К. К. Норвида на цирковой арене.
Был одним из основателей (вместе с А. Зелверовичем) Театра «Powszechny» в Варшаве (премьера 8 мая 1915 года).
Летом 1915 года, в связи с закрытием театра, в качестве гражданина Австрии был доставлен в Москву. Работал в культурно-просветительской комиссии при Польском Доме.
Вместе с актёром и режиссёром Ю. Остервой познакомился с театральным режиссёром К. С. Станиславским и его творчеством.
Работал литератором в Польском театре и писал театральные рецензии в польские газеты.
В декабре 1918 года переселился в Варшаву. Основал и руководил Польской театрально-художественной студией, читал лекции в Варшавской драматической школе.
В 1919—1927 годах он основал и руководил Театром «Редута» (литературный руководитель), вместе Юлиушем Остервой.
В 1925 году вместе с театром переехал в Вильно, Литва.

### Работа геологом и географом
В 1899 году опубликовал свои первые статьи по геологии в «Przegląd Zakopane», а затем в варшавской «Вселенной».
В 1900 году посетил Всемирную выставку а Париже в составе группы студентов Львовского политехнического института. Принял участие в работе 8 сессии Международного геологического конгресса.
В 1901—1903 годах организовал новую геологическую выставку в музее Татров.
В 1903 году написал диссертацию по теме «Пермь и наземный триас в Татрах».
Жил в основном в Варшаве, изучал геотектонику Татр и Карпат, выделил большие тектонические единицы в мантии Татр. Провёл полевые исследования в Подоле, Крыму, Румынии, на Адриатическом море, в Германии, Франции, Бельгии, южной Италии и Сицилии.
С 1919 года работал в Польском геологическом институте. Провёл исследования в Померании.
Заложил основы стратиграфии четвертичных отложений в Польше. Изучал плейстоцен северо-восточной Польши.
Был горячим сторонником охраны природы, оказал решающее влияние на создание национального парка в Татрах.
Занимался общими вопросами тектонической структуры Польши.
С 1927 года он работал профессором географии в Университете имени Стефана Батория в Вильно.
В 1928 году был во главе польской делегации на международном съезде (ассамблее) посвящённой 40-летию образования Датского геологического института (Датской геологической службы). Стал одним из инициаторов создания Ассоциации по изучению четвертичного периода Европы (современная INQUA).
Был руководителем отдела физической географии Восточноевропейского научно-исследовательского института в Вильнюсе. Был председателем Комитета охраны природы, под его руководством были разработаны проекты заповедников Озера Тракай и Свитязь, Пущи Прудницкой и других памятников природы.
После Второй мировой войны читал лекции в Университете имени Николая Коперника в польском городе Торунь.
Скончался 25 января 1948 в городе Торунь, Польша.